# أويشو
أويشو هي علامة ملابس إسبانية متخصصة في ملابس النساء والملابس الداخلية. والشركة هي جزء من مجموعة انديتكس وتأسست في عام 1977 باسم كونفيسيونيس نويت، في أرتيشو، غاليسيا. في عام 2000، غيرت اسمها إلى أويشو إسبانا. الآن يقع مقر الشركة في تورديرا، كاتالونيا، إسبانيا.
العلامة التجارية لديها 650 متجر، في أكثر من 44 بلد في جميع أنحاء العالم، من بينها 190 في إسبانيا[1][1][1][1][1][1].
في عام 2016، إفتتحت العلامة التجارية أول متجر لها في جاكرتا، اندونيسيا. يقع المتجر في بلازا إندونيسيا. 
في عام 2017، نظمت أويشو سباقاُ نسائياً ضد سرطان الثدي في عدة مدن. 

## المتاجر
عدد متاجر أويشو في كل دولة:
| أفريقيا - مصر : 3 - المغرب: 3 - تونس : 2 - الجزائر : 1 | أمريكا - المكسيك: 49 - كولومبيا: 4 - الدومنيكان: 2 - غواتيمالا: 2 - : 2 - الإكوادور: 1 - : 1 | أسيا - الصين : 76 - تركيا : 26 - المملكة العربية السعودية : 20 - الإمارات العربية المتحدة : 8 - إندونسيا: 4 - لبنان: 5 - كازاخستان: 4 - الكويت : 4 - قطر: 4 - الأردن: 2 - كوريا الجنوبية: 2 - البحرين: 1 - عمان: 1 | أوروبا - إسبانيا: 189 - روسيا: 70 - إيطاليا: 47 - البرتغال: 35 - بولندا: 20 - اليونان: 19 - فرنسا: 13 - رومانيا : 9 - أوكرانيا: 6 - بلغاريا: 5 - قبرص: 4 - بلجيكا: 3 - كرواتيا: 3 - المجر: 2 - صربيا: 2 - أندورا: 2 - أرمينيا: 1 - أذربيجان: 1 - روسيا البيضاء: 1 - التشيك: 1 - جورجيا: 1 - مالطا: 1 - الجبل الأسود: 1 - السويد: 1 - سويسرا: 1 |

## وصلات خارجية
- الموقع الرسمي